# Hedesunda församling
Hedesunda församling är en församling i Valbo-Hedesunda pastorat i Gästriklands kontrakt i Uppsala stift. Församlingen ligger i Gävle kommun i Gävleborgs län.

## Administrativ historik
Församlingen har medeltida ursprung och utgjorde ett eget pastorat till 2018. Från 2018 ingår församlingen i ett pastorat med Valbo församling.

## Kyrkor
- Hedesunda kyrka
- Ansgariikyrkan